# Хатеневер, Леонид Моисеевич
Леонид Моисеевич Хатеневер (8 октября 1896, Минск — 8 октября 1948, Москва) — советский микробиолог, доктор медицинских наук, профессор.

## Биография
Родился 8 октября 1896 года в Минске, в семье Мовши Лейбовича Хатеневера, проживавшего на Трубной улице, дом № 7. В 1913 году окончил семилетнее двухклассное минское еврейское училище.
В 1918—1920 годах — комиссар батальона Красной Армии. В 1925 году окончил медицинский факультет 1-го Московского государственного университета. В 1925—1929 годах работал в качестве сотрудника Кожно-венерологического института Наркомздрава СССР. В 1929—1930 годах преподавал на кафедре микробиологии медицинского факультета 1-го МГУ. В 1931—1933 годах заведовал кафедрой микробиологии Белорусского медицинского института. В 1933—1935 годах — директор Научного контрольного института сывороток и вакцин Наркомздрава СССР. В то же время заведовал экспериментальным отделом Кожно-венерологического института. В 1935 году присуждена учёная степень доктора медицинских наук. В 1935—1938 годах служил в Красной Армии; в 1937—1938 исполнял обязанности начальника Биотехнического института РККА. В 1937—1948 годах заведовал лабораторией Всесоюзного института эпидемиологии и микробиологии. В 1940 году получил учёное звание профессора.
В 1928 году организовал первую в СССР научную лабораторию по изучению туляремийной инфекции. Принимал непосредственное участие в исследовании и ликвидации очагов туляремии, в том числе на фронтах Великой Отечественной войны.
Написал свыше 50 научных работ, включая 7 монографий.
В 1942 году разрабатывал пути профилактики туляремии. Ряд исследований был посвящён изысканию методов ранней диагностики туляремии. Придумал упрощённый метод диагностики туляремии (кровяно-капельная агглютинация на стекле), который быстро распространился в медицинском сообществе. Разработал способы изготовления диагностических препаратов; предложил лечебную противотуляремийную вакцину. В 1943 году опубликовал монографии «Аллергическая диагностика, специфическая профилактика и вакцинотерапия туляремии» и «Туляремийная инфекция». В послевоенные годы занимался экспериментальной и экспедиционной работами по иммунологии туляремии. Позднее исследовал эффективность профилактической вакцинации живой вакциной.
Похоронен на Ваганьковском кладбище (38 уч.).
Зять — писатель Израиль Аркадьевич Мазус.

## Основные сочинения
- Бешенство и борьба с ним [Текст] / Д-р М. [?] Хатеневер. — М.; Л.: Огиз — Гос. мед. изд-во, 1931 (М. : 13-я тип. Огиза). — 32 с. : диагр.; 20х15 см. — (За здоровый быт в колхозах).
- Туляремия и её профилактика [Текст] / Проф. Л. М. Хатеневер. — М.: Медгиз, 1942. — 75 с.; 23 см.
- Туляремия [Текст] : 34 рис. в тексте / Г. Я. Синай, Л. М. Хатеневер, Л. А. Левченко ; Под ред. проф. В. А. Любарского ; Центр. гос. науч. контрольный ин-т Всес. сан. инспекции. — М.; Л.: Биомедгиз, 1936 ([М.] : 16 тип. треста «Полиграфкнига»). — Обл., 126 с. : ил.; 22х15 см.
- О диагностике, клинике и лечении туляремии [Текст] : [Сборник статей] / Под ред. д-ра мед. наук, проф. Л. М. Хатеневера ; Упр. госпиталями ВЦСПС по Моск., Калин. и Тул. обл. Всесоюз. ин-т эксперимент. медицины им. А. М. Горького. — М.: Тип. Профиздата, 1946. — 143 с.; 17 см.